# Arkitektur i live
Arkitektur i live er en dokumentarfilm fra 2012 instrueret af Carsten Dahl.

## Handling
Seks korte filmfortællinger om den arkitektur vi bor i, arbejder, og bevæger os i til dagligt. En række portrætter af arkitekturværker, vist gennem de mennesker der gør arkitekturen til en levende størrelse.